# Central Plaza
Il Central Plaza (in cinese tradizionale: 中环广场) è il terzo grattacielo più alto di Hong Kong. L'edificio è situato a 18 Harbour Road, Wan Chai sulla Hong Kong Island.

## Uffici per piani
- Kroll Inc. (17 ° piano)
- Pinsent Masons (50 ° piano)
- Zoomlion Hong Kong 57 ° piano
- Sun Microsystems (66 ° piano)
- English Schools Foundation (piani 67-72)
- Consolato Reale di Saudita di Hong Kong
- AFP (62 ° piano)
- Clyde & Co (58 ° piano)
- Chevron (Caltex) 41 °e 42 ° piano
- CB Richard Ellis (30 e 34 ° piano)
- ExxonMobil (23 ° piano)
- Torri Watson (21 ° piano)
- Plaskim (11 ° piano)
- Nvidia (10 ° piano)
- CNBC Asia (54 ° piano)
- Daimler AG (59 ° piano)
- Consolato Generale di Nuova Zelanda Hong Kong
- The Economist (60 ° piano)
- Swiss Re Società di assicurazione svizzera (37 ° e 67 ° piano)
- Consolato Generale della Svizzera
- Consolato Generale d'Italia a Hong Kong(Suite 3201, 32º piano)
- Basell Asia Pacific Ltd. (15 ° piano)
- Cardell (20 ° piano)
- Amgen (35 ° piano)
- Lord Asia International Limited (7 ° piano)

## Foto

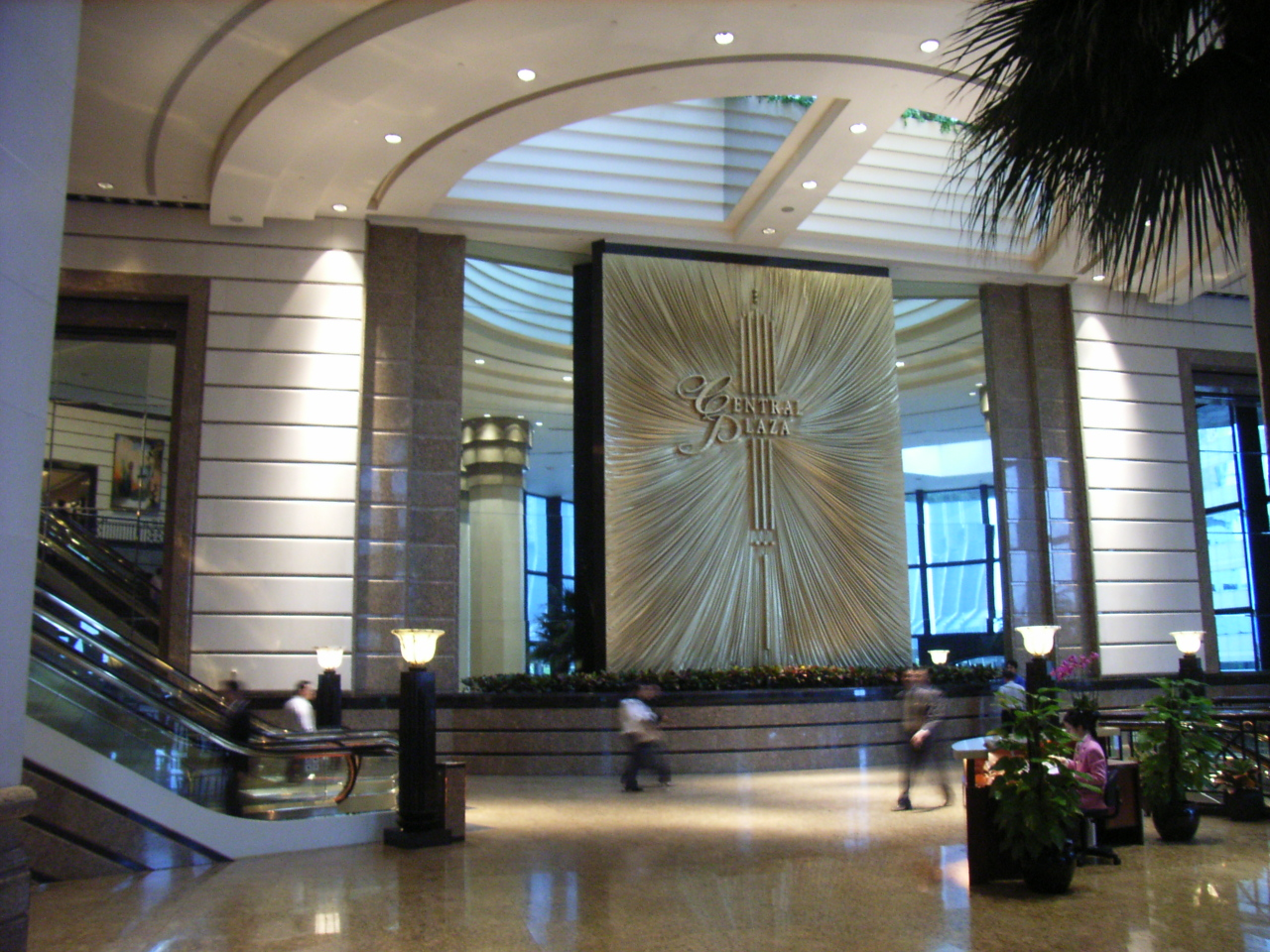
Main Lobby

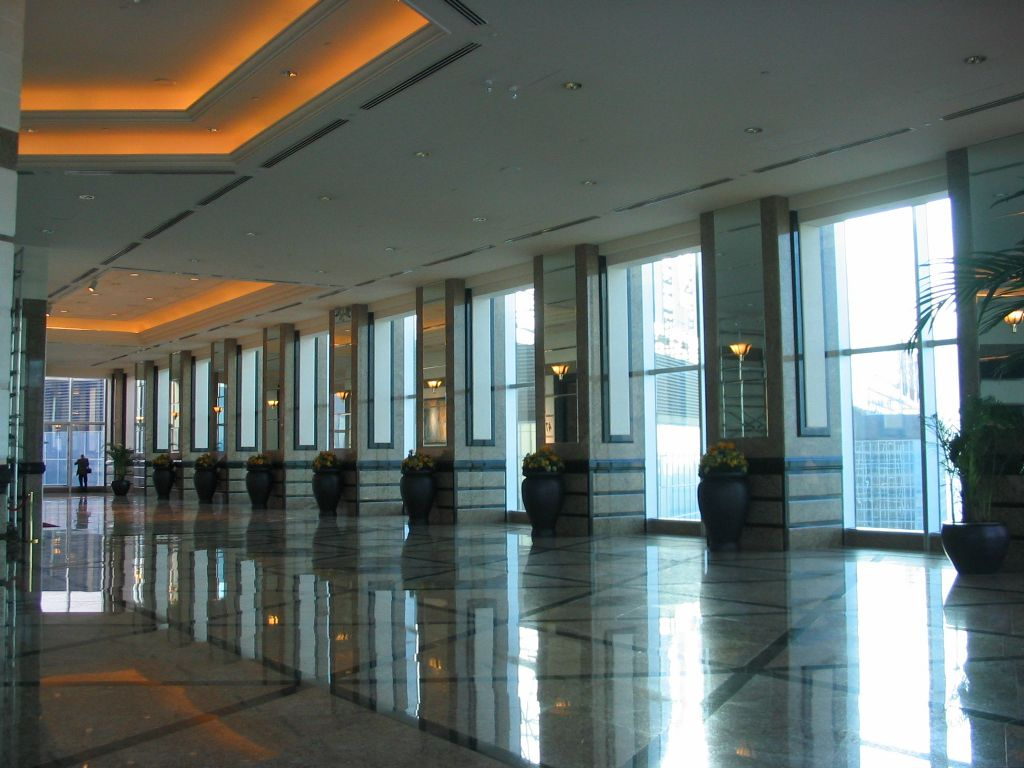
The Sky Lobby

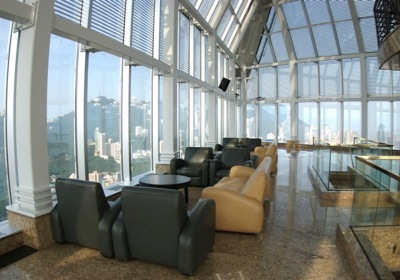
Sky City Church lounge area in the Apex